# Home dels nassos

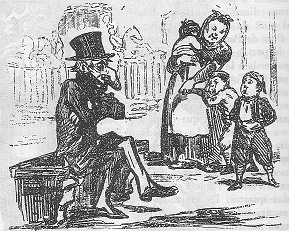
LHome dels nassos, dans un almanach du XIXe siècle.

L'home dels nassos, en catalan, hombre de las narices en castillan, « l'homme des nez » ou l'« homme aux nez », est un personnage imaginaire connu en Catalogne et dans diverses parties de l'Espagne.
On dit que l'home dels nassos possède autant de nez qu'il y a de jours dans l'année. Il est supposé en perdre un chaque jour, et on dit aussi qu'on ne peut le voir que le 31 décembre de chaque année. On donne cette information aux enfants, qui partent dans les rues à sa recherche, sans penser que ce jour il ne lui reste qu'un seul nez, ce qui rend la recherche plus aléatoire. Dans de nombreuses villes de Catalogne, c'est devenu un personnage traditionnel, une grosse tête qu'on promène dans les rues : c'est un vieux monsieur coiffé d'un haut-de-forme et doté d'un nez de taille respectable. Dans les villages, on disait qu'il entrait dans l'église et qu'il avalait le contenu du bénitier. 
À Barcelone, il apparaissait à midi, place du Palau, devant la Lotja, juché sur une estrade, où on pouvait le voir moucher abondamment, dans des douzaines de mouchoirs, les 365 nez qu'il devait avoir sur tout le corps.
À Majorque, on ne disait pas aller voir l'home dels nassos, mais tuer l'homme dels nassos : sur la place de Corte avait lieu la fête de l'Étendard, où on tirait des salves de coups de fusil en l'honneur du roi Jaume I. Le portrait du roi apposé sur la façade de l'Hôtel de ville était supposé être celui de l'home dels nassos, et être la cible des tirs.
La tradition de l'homme des nez existe aussi, avec des formes diverses, dans d'autres endroits de l'Espagne comme la Rioja, Teruel, la Navarre, l'Alava, Burgos, etc.
Selon Joan Amades, c'est la survivance d'un très antique mythe symbolisant le cours de l'année. On le rapproche aussi du dieu romain Janus dont les deux visages, regardant l'année écoulée et l'année à venir, présentent deux nez.